# Haarnixen
Die Haarnixen (Cabomba) sind eine Pflanzengattung aus der Familie der Haarnixengewächse (Cabombaceae). Wenige Arten werden als Aquarienpflanzen verwendet.

## Beschreibung

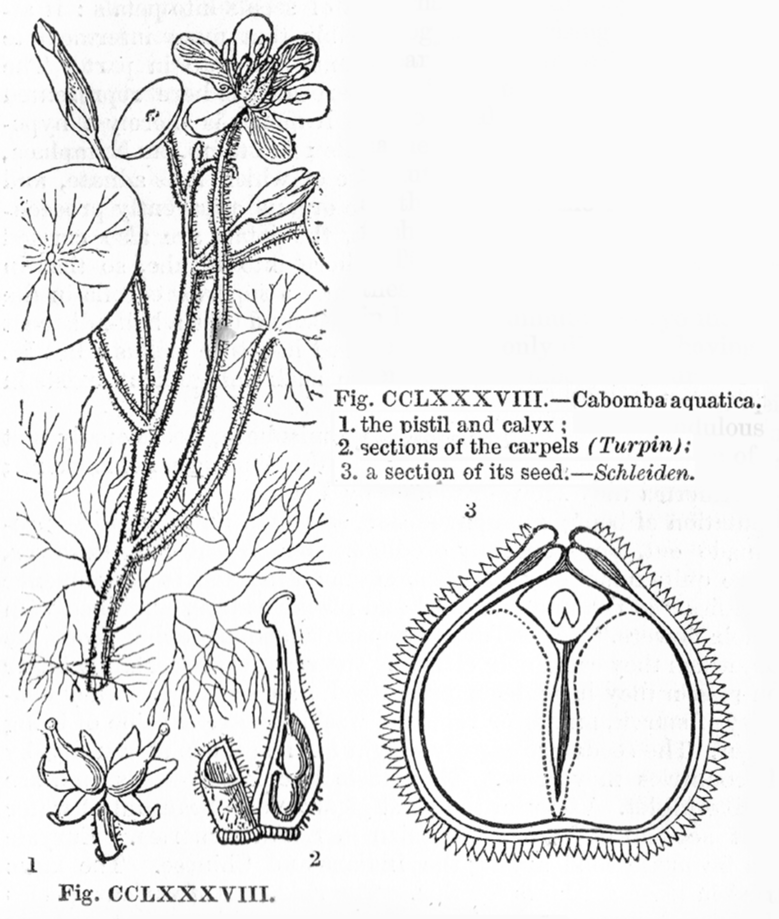
Riesen-Haarnixe (Cabomba aquatica), Illustration

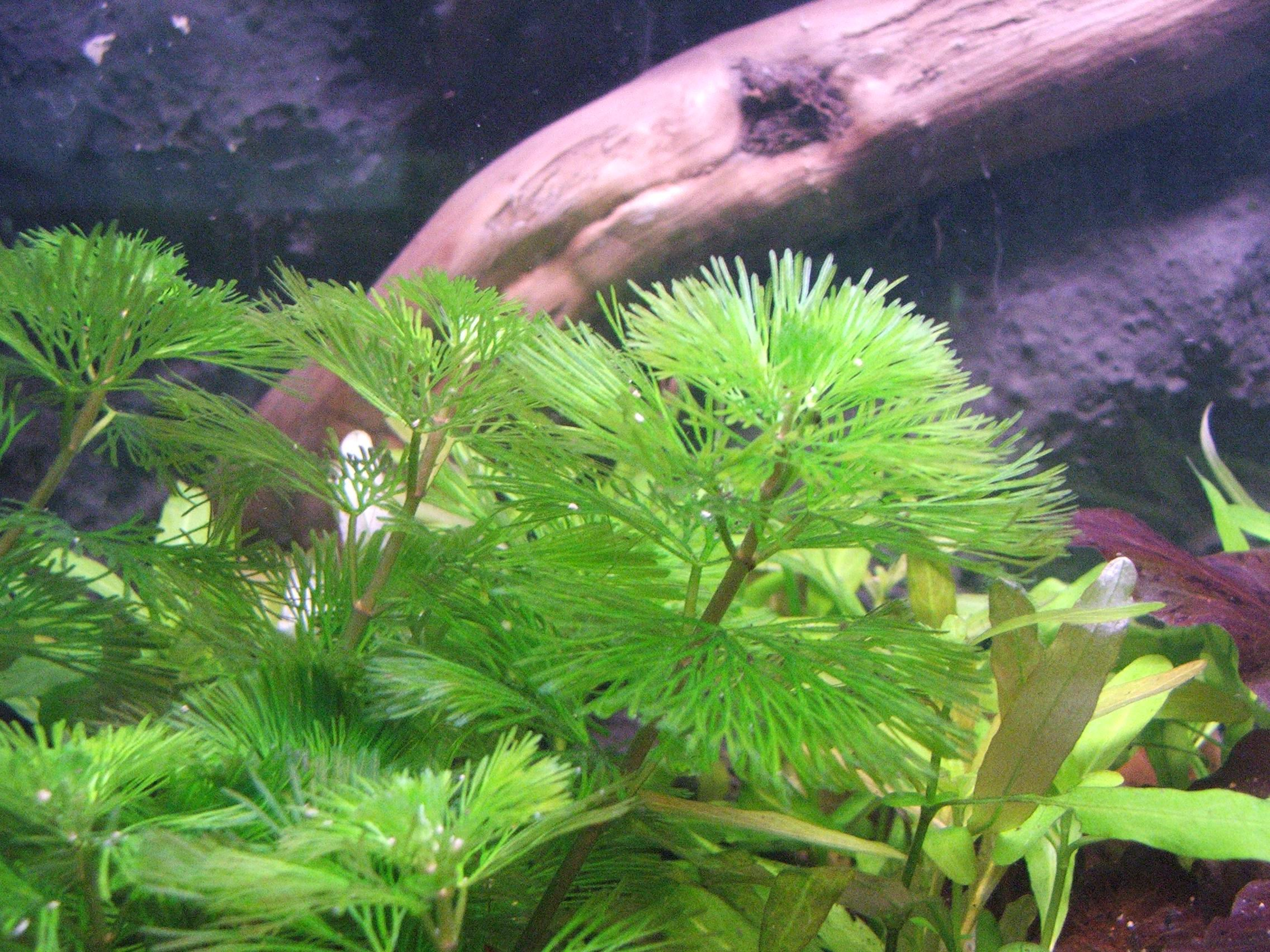
Unterwasserblätter von Cabomba aquatica als Aquarienpflanze

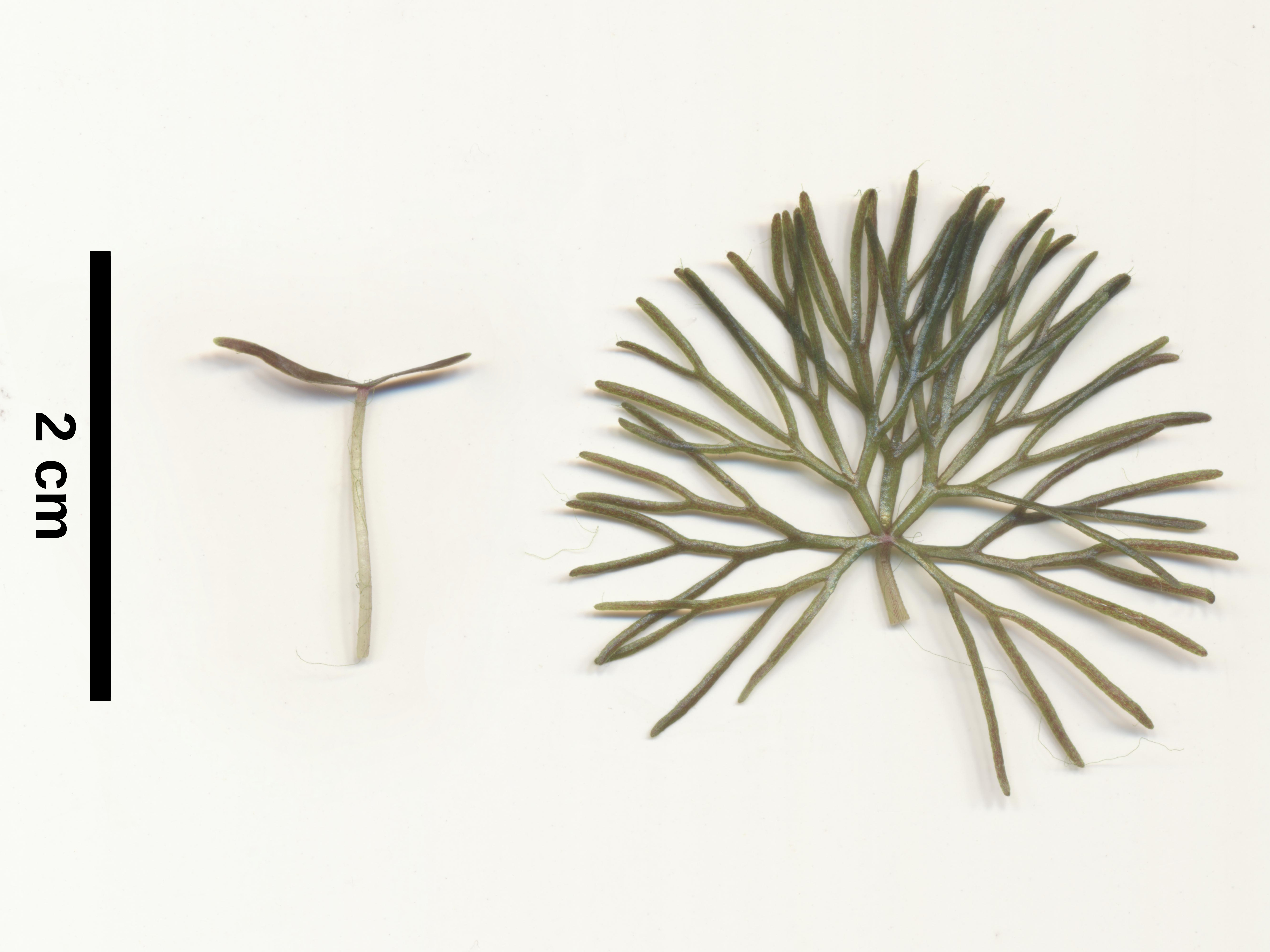
Schwimmblatt (links) und submerses Blatt (rechts) von Cabomba palaeformis mit Maßstabsleiste (2 cm)

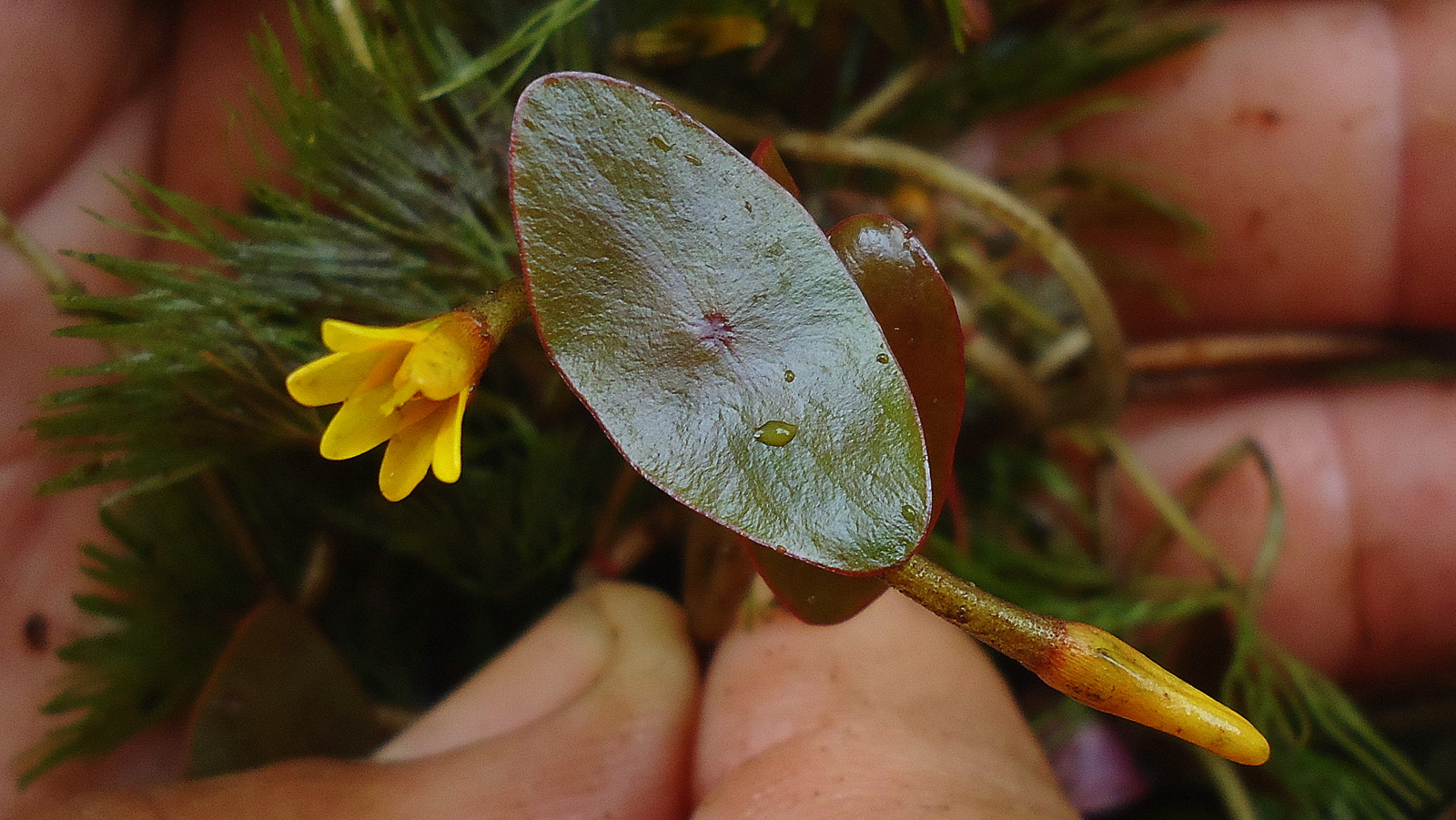
Riesen-Haarnixe (Cabomba aquatica)

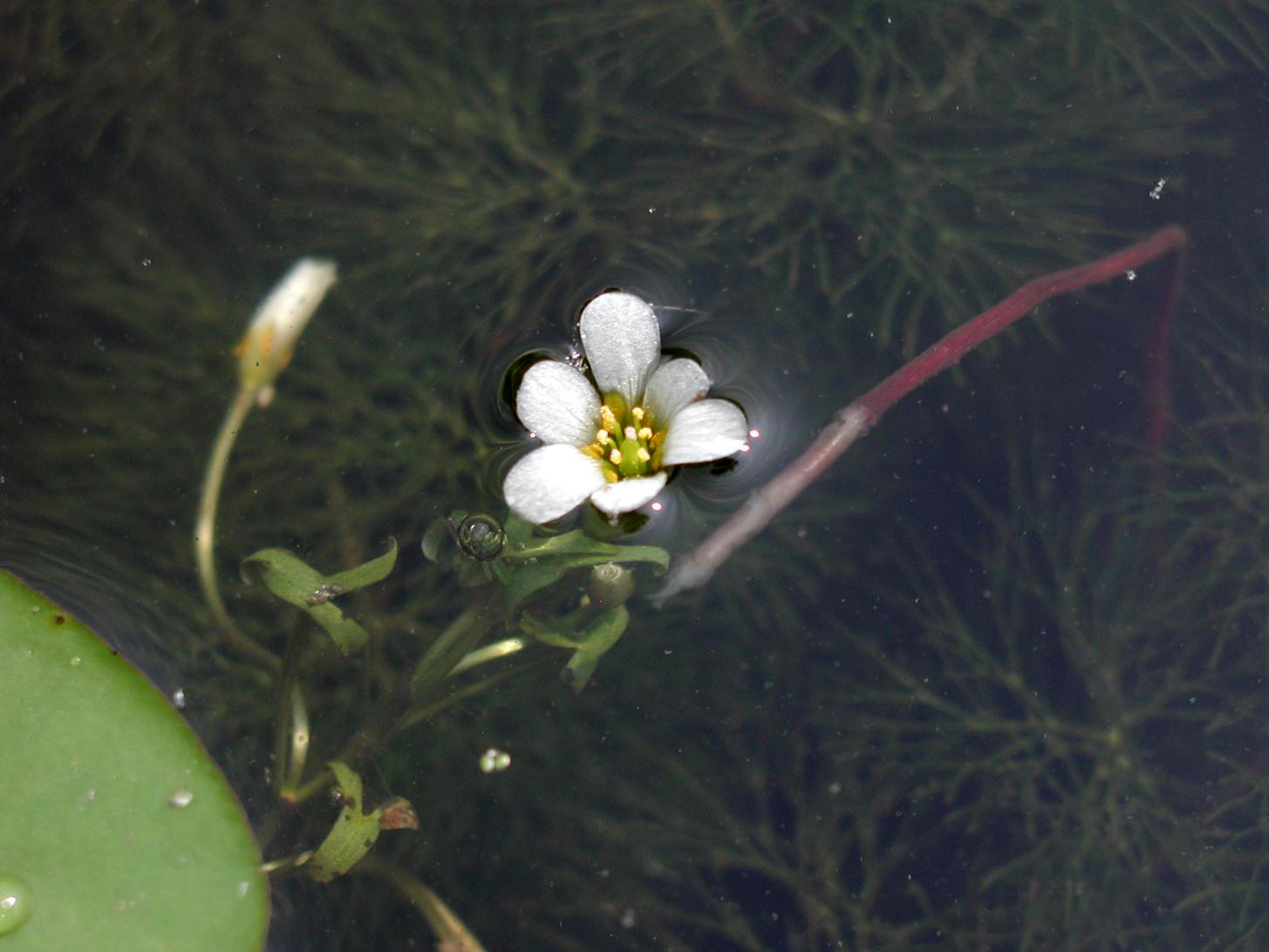
Florida-Haarnixe (Cabomba caroliniana)

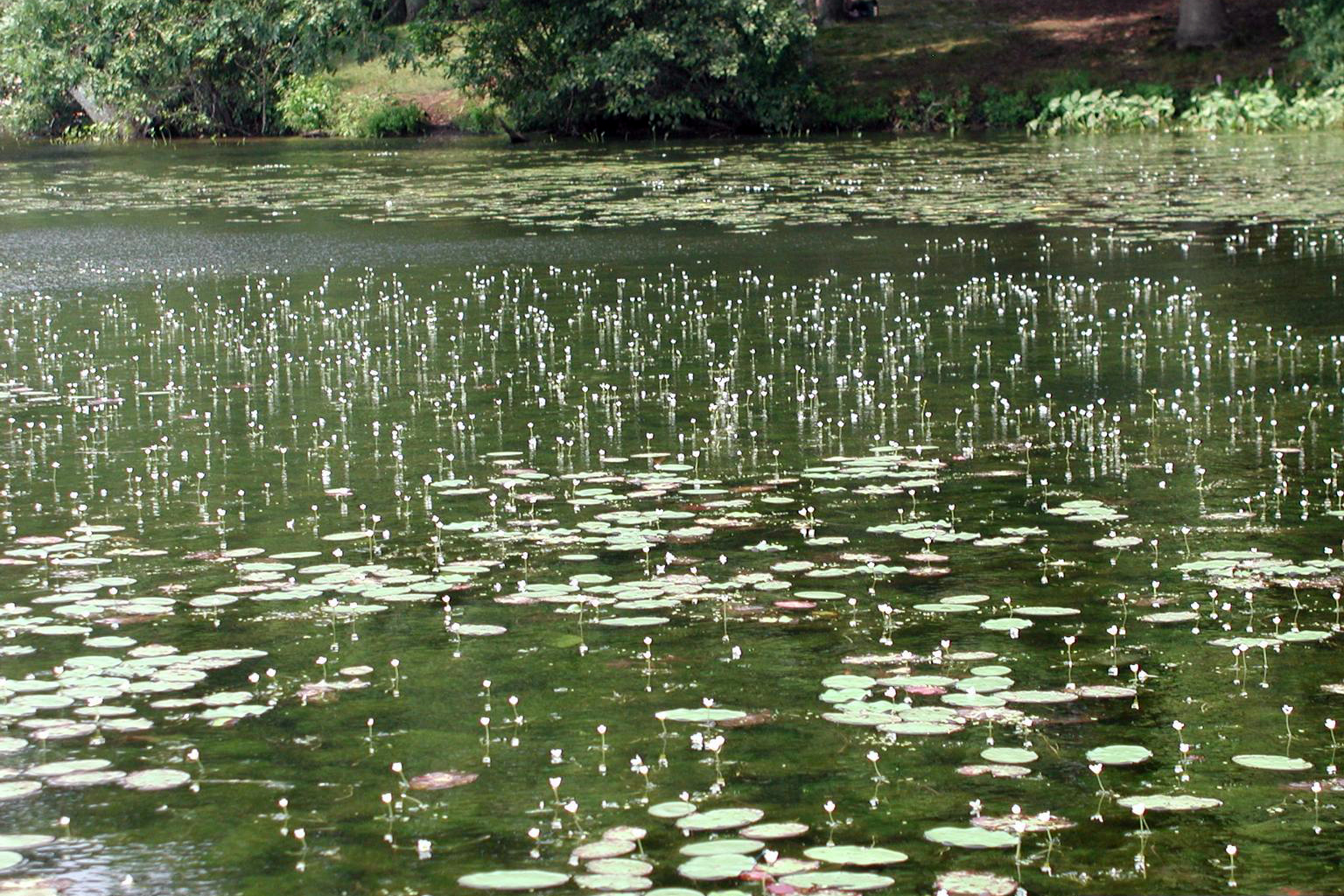
Massenbestand der Florida-Haarnixe (Cabomba caroliniana)

### Vegetative Merkmale
Haarnixen-Arten sind zum größten Teil unter dem Wasserspiegel wachsende, schlanke, stängel- und rhizombildende, schleimführende, krautige Pflanzen. Junge vegetative Pflanzenteile besitzen oft rostfarbene Haare. Die Laubblätter können eingestaltig oder vielgestaltig sein. Untergetaucht wachsende Blätter sind gegenständig oder wirtelig angeordnet und langgestielt, die Blattspreite ist in fünf bis neun trichotom oder dichotom verzweigte Segmente unterteilt, wobei die letzte Unterteilung jeweils mehr oder weniger linealisch ist. Sind schwimmende Blätter vorhanden, stehen diese wechselständig, gegabelt mit schildartiger und linealisch-elliptisch bis eiförmig Blattspreite. Die Blattstiele sind lang bis kurz.

### Generative Merkmale
Die Blüten stehen einzeln, achselständig an langen Blütenstielen und schwimmen zumindest zum Ende der Blütezeit an der Wasseroberfläche. Die zwittrigen Blüten sind wirtelig aufgebaut und dreizählig. Sowohl die drei Kelchblätter als auch die drei Kronblätter sind an der Basis leicht konisch geformt und weiß bis gelb oder violett gefärbt. Die Kronblätter sind genagelt und besitzen nektarführende Öhrchen. Die drei bis sechs Staubblätter besitzen schlanke Staubfäden, die Staubbeutel stehen über die Krone hinaus. Die ein bis vier oberständige Fruchtblätter stehen frei, in jedem befinden sich meist drei (ein bis fünf) hängende Samenanlagen. Die selten ein, meist zwei bis vier freien Griffel sind länger als die köpfchenförmigen Narben. Die Bestäubung erfolgt durch Insekten (Entomophilie).
Bei der Reife wachsen die Fruchtblätter auseinander. In jeder langgestreckt-birnenförmigen Frucht entwickeln sich meist drei Samen. Der mehr oder weniger eiförmige Same besitzt eine Oberfläche mit kleinen Höckern und enthält einen winzigen Embryo, der von einer dünnen Endosperm-Schicht und reichlich Perisperm umgeben ist. Die zwei Keimblätter (Kotyledonen) sind fleischig.

## Systematik und Verbreitung
Die Gattung Cabomba wurde 1775 von Jean Baptiste Christophe Fusée Aublet in Hist. Pl. Guiane, Seite 321 veröffentlicht. Der Name Cabomba geht vermutlich auf eine guyanische Bezeichnung zurück.
Die Cabomba-Arten sind in der neuen Welt verbreitet.
Es werden fünf Arten unterschieden:
- Riesen-Haarnixe (Cabomba aquatica Aubl.): Sie ist in Südamerika in Kolumbien, Brasilien, Guayana, Venezuela, Suriname sowie Französisch-Guayana verbreitet.[2]
- Nordamerikanische Haarnixe (Cabomba caroliniana A.Gray): Es gibt zwei Varietäten:
  - Florida-Haarnixe (Cabomba caroliniana var. caroliniana, Syn.: Cabomba caroliniana var. pulcherrima R.M.Harper): Sie ist im östliches Kanada, in den östlichen bis zentralen Vereinigten Staaten und in Brasilien, Argentinien, Paraguay sowie Uruguay verbreitet.[2]
  - Cabomba caroliniana var. flavida Ørgaard: Sie kommt in Brasilien, Argentinien und Paraguay vor.[2]
- Gegabelte Haarnixe (Cabomba furcata Schult. & Schult.f.): Sie kommt in Kolumbien, Ecuador, Brasilien, Bolivien, Peru, Venezuela, Suriname, Guayana, Französisch-Guayana, Costa Rica, Kuba, Trinidad und Tobago vor.[2]
- Cabomba haynesii Wiersema: Sie kommt in El Salvador, Honduras, Nicaragua, Panama, Kuba, Jamaika, Puerto Rico, in der Dominikanischen Republik, Venezuela, Brasilien, Kolumbien und Ecuador vor.[2]
- Mexikanische Haarnixe (Cabomba palaeformis Fassett): Sie kommt in Mexiko über Belize und Guatemala bis Nicaragua vor.[2] In Florida ist sie ein Neophyt.[2]